# John de Mol
John de Mol jr., född 24 april 1955 i Haag, är en nederländsk mediamagnat. Hans syster Linda de Mol är programledare och hans far John de Mol sr. är en tidigare programmakare.